# Општина Анкаран
Општина Анкаран (словен. Ankaran) је једна од општина Обално-Крашке регије у држави Словенији. Седиште општине је истоимени град Анкаран.

## Природне одлике
Општина Анкаран налази се на приморском делу Словеније, где се већим делом налази на истоименом полуострву. Са површином од 8 km2, друга је најмања општина у Словенији. Простире се од севера до Италије до Луке Копар која територијално припада општини Копар. Обухвата само једно насеље: Анкаран.

## Становништво
Општина Анкаран је густо насељена.

## Насеља општине
- Анкаран

## Додатно погледати
- Анкаран